# Álvaro Recoba
Álvaro Recoba, né le 17 mars 1976 à Montevideo en Uruguay, est un footballeur uruguayen évoluant au poste de milieu offensif reconverti entraîneur.

## Biographie

### Formation et débuts professionnels
Álvaro Recoba, surnommé el Chino (« le Chinois ») à cause de ses yeux bridés, débute dans le barrio Cerro de Montevideo, sa ville natale, et a pour idole Rubén Sosa. Il intègre le club de Celiar et se fait vite repérer. Son premier entraîneur déclare : « il était si petit ... mais avec une frappe si violente ! C'est moi qui l'ai obligé à tirer droit dans le mur sur les coups francs. La deuxième fois, il n'y avait plus personne pour faire le mur ! ». À sept ans, Recoba est sacré champion national scolaire sur cent mètres. Excédé par ce gamin responsable de toutes ses défaites face à Celiar, le Danubio décide de l'enrôler contre quatre projecteurs pour le stade de Celiar.
Tout juste sorti des catégories jeunes, Alvaro s'émancipe et inscrit six buts pour une première saison en première division. Il dégaine cinq fois l'année suivante. Le 1er janvier 1996, le Nacional l'engage. Après une année d'adaptation, il débute la seconde sur des bases impressionnante de neuf buts en onze matchs, qui aurait sûrement continuer sur les mêmes bases sans une offre de l'Inter Milan.

### Inter Milan (1997-2007)
En juillet 1997, Recoba enfile la tenue nerazurra. Intenable, il fait ses débuts en Serie A le 31 août de la même année contre Brescia et y vole la vedette à un autre novice, Ronaldo. D'une frappe de trente-cinq mètres et d'un coup-franc, il offre la victoire à l'Inter (2-1). La suite est plus difficile : en concurrence avec le Brésilien mais aussi Zamorano et Kanu, Recoba voit ses coéquipiers remporter la Coupe de l'UEFA sans lui. Voyant sa seconde saison partir sur les mêmes bases, le jeune Uruguayen est prêté à Venise pour la seconde moitié de l'exercice. Il permet au club vénitien de se hisser à la dixième place en inscrivant onze buts en dix-neuf matchs.
Recoba est récompensé de son prêt réussi par un rapatriement à Milan pour la saison 1999-2000 et un nouveau contrat faisant de lui le joueur le mieux payé d'Italie (8,1 M€) alors que Marcello Lippi prend les commandes de l'Inter. Il commence à jouer de plus en plus de matchs, puis s'impose comme titulaire enregistrant 27 apparitions en championnat. Il régale les supporters avec son pied gauche, de par ses coups francs, ses frappes lointaines et ses gestes techniques. 
L'Inter termine 4e en Serie A, assurant ainsi sa participation aux tours préliminaires de la Ligue des Champions. Cependant, leur parcours en Ligue des champions 2000-2001 a pris fin lors des éliminatoires face à Helsingborg, privant ainsi Recoba, âgé de 24 ans, de la chance de s'illustrer sur la scène européenne.
À la suite de cette défaite, l'Inter a également changé de manager, Marco Tardelli prenant la relève après le limogeage de Lippi. Malgré l'élimination en Ligue des Champions, l'Inter a poursuivi en Coupe UEFA, atteignant les huitièmes de finale, où Recoba a inscrit trois buts en huit matchs.
Malgré des performances mitigées, Recoba a conclu sa quatrième saison avec l'Inter. En dépit de ne pas avoir encore complètement convaincu, Moratti a récompensé le joueur uruguayen en lui offrant un contrat à long terme, faisant de lui le joueur le mieux rémunéré du football mondial à l'époque.
En janvier 2001, il est en butte à des problèmes de faux passeport et à la perte de la nationalité italienne, qu'il a reçue en 1999. Il  est puni d'une suspension d'un an, qui est ensuite réduite à quatre mois en appel.
Le 16 mars 2007, Recoba a confirmé à Sky Italia qu'il voulait quitter l'équipe à la fin de la saison 2006-2007, citant son manque de titularisation.

### Torino, Grèce puis fin en Uruguay (2007-2015)
Il joue ensuite au FC Torino (Série A) en 2007-2008 avec le numéro 4, où il renoue avec sa qualité de dribbles et sa précision de passes.
Le 16 décembre 2009, le club du Panionios résilie son contrat à contrecœur du fait de ses blessures à répétition. 
Le 29 décembre 2009, il s'engage pour 3 ans au Danubio FC, le club de ses débuts où il porte le brassard de capitaine et inscrit 10 buts en 31 matches.
Finalement, après une saison et demie, il rejoint le champion en titre, le Nacional Montevideo. Le 17 mars 2013, Recoba inscrit un superbe coup franc contre le Fénix, mais le Nacional n'obtiendra que le point du match nul (2-2). Le 9 novembre 2014, à l'âge de 38 ans, il inscrit un coup franc magnifique à la 95e minute contre Peñarol, permettant à son équipe d'arracher la victoire.

### En équipe d'Uruguay (1995-2007)
Joueur de la Céleste, Recoba fait souvent valoir les qualités de son pied gauche avec l'Uruguay. Il est réputé pour ses coups francs, et ses buts tirés de loin. Il ne joue plus avec l'équipe nationale d'Uruguay depuis la défaite aux tirs au but face au Brésil lors de la Copa América 2007.

### Entraîneur
En octobre 2023, Recoba est nommé entraîneur du Nacional et succède à Álvaro Gutiérrez.

## Style de jeu
Álvaro Recoba base son jeu sur ses qualités techniques et sa vitesse de dribble remarquable. Capable de frapper de son pied gauche avec une puissance et une précision au-dessus de la moyenne, il sait aussi faire preuve de précision face au gardien adverse ou dans la dernière passe. Il est connu pour la qualité de ses balles arrêtées en dégageant des frappes courbés et puissantes très difficiles à négocier pour les gardiens de but. On lui doit également quelques but de corners directs.

## Vie privée
Álvaro Recoba est marié à Lorena Perrone. Ils ont un fils, Jeremía Recoba, lui aussi footballeur professionnel.

## Statistiques

### Détails par saison
| Saison                | Club                  | Championnat           | Championnat | Championnat | Championnat | Coupe(s) nationale(s) | Coupe(s) nationale(s) | Coupe(s) nationale(s) | Supercoupe | Supercoupe | Supercoupe | Compétition(s) continentale(s) | Compétition(s) continentale(s) | Compétition(s) continentale(s) | Compétition(s) continentale(s) | Liguilla | Liguilla | Liguilla | Plays off | Plays off | Plays off | Uruguay | Uruguay | Uruguay | Total | Total | Total |
| Saison                | Club                  | Division              | M.          | B.          | P.d.        | M.                    | B.                    | P.d.                  | M.         | B.         | P.d.       | Comp.                          | M.                             | B.                             | P.d.                           | M.       | B.       | P.d.     | M.        | B.        | P.d.      | M.      | B.      | P.d.    | M.    | B.    | P.d.  |
| 1993                  | Danubio FC            | D1                    | 7           | 5           | -           | -                     | -                     | -                     | -          | -          | -          | -                              | -                              | -                              | -                              | -        | -        | -        | -         | -         | -         | -       | -       | -       | 7     | 5     | 0     |
| 1994                  | Danubio FC            | D1                    | 14          | 13          | -           | -                     | -                     | -                     | -          | -          | -          | -                              | -                              | -                              | -                              | -        | -        | -        | -         | -         | -         | -       | -       | -       | 14    | 13    | 0     |
| 1995                  | Danubio FC            | D1                    | 20          | 14          | -           | -                     | -                     | -                     | -          | -          | -          | -                              | -                              | -                              | -                              | -        | -        | -        | -         | -         | -         | 2       | 0       | 0       | 22    | 14    | 0     |
| Sous-total            | Sous-total            | Sous-total            | 41          | 32          | -           | -                     | -                     | -                     | -          | -          | -          | -                              | -                              | -                              | -                              | -        | -        | -        | -         | -         | -         | 2       | 0       | 0       | 43    | 32    | 0     |
| 1996                  | Nacional              | D1                    | 22          | 18          | -           | -                     | -                     | -                     | -          | -          | -          | -                              | -                              | -                              | -                              | -        | -        | -        | -         | -         | -         | 3       | 3       | 0       | 25    | 21    | 0     |
| 1997                  | Nacional              | D1                    | 11          | 12          | -           | -                     | -                     | -                     | -          | -          | -          | -                              | -                              | -                              | -                              | 7        | 6        | -        | -         | -         | -         | 5       | 1       | 2       | 23    | 19    | 2     |
| Sous-total            | Sous-total            | Sous-total            | 33          | 30          | -           | -                     | -                     | -                     | -          | -          | -          | -                              | -                              | -                              | -                              | 7        | 6        | -        | -         | -         | -         | 8       | 4       | 2       | 48    | 40    | 2     |
| 1997-1998             | Inter Milan           | Serie A               | 8           | 3           | 1           | 5                     | 2                     | -                     | -          | -          | -          | C3                             | 6                              | 0                              | -                              | -        | -        | -        | -         | -         | -         | 7       | 2       | 0       | 26    | 7     | 1     |
| 1998- jan 1999        | Inter Milan           | Serie A               | 1           | 0           | 0           | 1                     | 0                     | -                     | -          | -          | -          | C1                             | 2                              | 0                              | 0                              | -        | -        | -        | -         | -         | -         | 1       | 0       | 0       | 5     | 0     | 0     |
| 1999                  | Venezia Calcio (prêt) | Serie A               | 19          | 11          | 9           | -                     | -                     | -                     | -          | -          | -          | -                              | -                              | -                              | -                              | -        | -        | -        | -         | -         | -         | -       | -       | -       | 19    | 11    | 9     |
| 1999-2000             | Inter Milan           | Serie A               | 27          | 10          | 6           | 6                     | 0                     | 2                     | -          | -          | -          | -                              | -                              | -                              | -                              | -        | -        | -        | 1         | 0         | -         | 6       | 0       | 0       | 40    | 10    | 8     |
| 2000-2001             | Inter Milan           | Serie A               | 29          | 8           | 9           | 3                     | 2                     | 1                     | -          | -          | -          | C1+C3                          | 1+8                            | 0+5                            | -                              | -        | -        | -        | -         | -         | -         | 8       | 0       | 2       | 49    | 15    | 12    |
| 2001-2002             | Inter Milan           | Serie A               | 18          | 6           | 4           | -                     | -                     | -                     | -          | -          | -          | C3                             | 4                              | 0                              | -                              | -        | -        | -        | -         | -         | -         | 14      | 2       | 3       | 36    | 8     | 7     |
| 2002-2003             | Inter Milan           | Serie A               | 27          | 9           | 9           | 1                     | 0                     | 1                     | -          | -          | -          | C1                             | 14                             | 3                              | 3                              | -        | -        | -        | -         | -         | -         | 2       | 0       | 0       | 44    | 12    | 13    |
| 2003-2004             | Inter Milan           | Serie A               | 19          | 8           | 2           | 3                     | 0                     | -                     | -          | -          | -          | C1+C3                          | 3+4                            | 1+2                            | 0+2                            | -        | -        | -        | -         | -         | -         | 8       | 0       | 2       | 37    | 11    | 6     |
| 2004-2005             | Inter Milan           | Serie A               | 13          | 3           | 4           | 4                     | 2                     | -                     | -          | -          | -          | C1                             | 5                              | 1                              | 1                              | -        | -        | -        | -         | -         | -         | 2       | 0       | 0       | 24    | 6     | 5     |
| 2005-2006             | Inter Milan           | Serie A               | 20          | 5           | 2           | 3                     | 0                     | -                     | 1          | 0          | 0          | C1                             | 7                              | 1                              | 1                              | -        | -        | -        | -         | -         | -         | 6       | 1       | 1       | 37    | 7     | 4     |
| 2006-2007             | Inter Milan           | Serie A               | 13          | 1           | 1           | 3                     | 0                     | -                     | -          | -          | -          | C1                             | 2                              | 0                              | 0                              | -        | -        | -        | -         | -         | -         | 5       | 1       | 3       | 23    | 2     | 4     |
| Sous-total            | Sous-total            | Sous-total            | 175         | 53          | 38          | 29                    | 6                     | 3                     | 1          | 0          | 0          | -                              | 56                             | 13                             | 7                              | -        | -        | -        | 1         | 0         | -         | 61      | 6       | 11      | 323   | 78    | 59    |
| 2007-2008             | Torino FC (prêt)      | Serie A               | 22          | 1           | 2           | 2                     | 2                     | -                     | -          | -          | -          | -                              | -                              | -                              | -                              | -        | -        | -        | -         | -         | -         | -       | -       | -       | 24    | 3     | 2     |
| 2008-2009             | Paniónios GSS         | D1                    | 14          | 4           | 6           | 3                     | 1                     | -                     | -          | -          | -          | -                              | -                              | -                              | -                              | -        | -        | -        | -         | -         | -         | -       | -       | -       | 17    | 5     | 6     |
| 2009-jan 2010         | Paniónios GSS         | D1                    | 5           | 0           | 0           | -                     | -                     | -                     | -          | -          | -          | -                              | -                              | -                              | -                              | -        | -        | -        | -         | -         | -         | -       | -       | -       | 5     | 0     | 0     |
| Sous-total            | Sous-total            | Sous-total            | 19          | 4           | 6           | 3                     | 1                     | 0                     | -          | -          | -          | -                              | -                              | -                              | -                              | -        | -        | -        | -         | -         | -         | -       | -       | -       | 22    | 5     | 6     |
| 2010                  | Danubio FC            | D1                    | 13          | 5           | 3           | -                     | -                     | -                     | -          | -          | -          | -                              | -                              | -                              | -                              | -        | -        | -        | -         | -         | -         | -       | -       | -       | 13    | 5     | 3     |
| 2010-2011             | Danubio FC            | D1                    | 18          | 5           | 1           | -                     | -                     | -                     | -          | -          | -          | -                              | -                              | -                              | -                              | -        | -        | -        | -         | -         | -         | -       | -       | -       | 18    | 5     | 1     |
| Sous-total            | Sous-total            | Sous-total            | 31          | 10          | 4           | -                     | -                     | -                     | -          | -          | -          | -                              | -                              | -                              | -                              | -        | -        | -        | -         | -         | -         | -       | -       | -       | 31    | 10    | 4     |
| 2011-2012             | Nacional              | D1                    | 24          | 8           | 8           | -                     | -                     | -                     | -          | -          | -          | CS+CL                          | 1+6                            | 0                              | 0                              | -        | -        | -        | -         | -         | -         | -       | -       | -       | 31    | 8     | 8     |
| 2012-2013             | Nacional              | D1                    | 21          | 5           | 5           | -                     | -                     | -                     | -          | -          | -          | CS+CL                          | 3+4                            | 1+0                            | 0+1                            | -        | -        | -        | -         | -         | -         | -       | -       | -       | 28    | 6     | 6     |
| 2013-2014             | Nacional              | D1                    | 19          | 2           | 2           | -                     | -                     | -                     | -          | -          | -          | CL                             | 3                              | 0                              | 0                              | -        | -        | -        | -         | -         | -         | -       | -       | -       | 22    | 2     | 2     |
| 2014-2015             | Nacional              | D1                    | 18          | 2           | 5           | -                     | -                     | -                     | -          | -          | -          | CL                             | 1                              | 0                              | 0                              | -        | -        | -        | -         | -         | -         | -       | -       | -       | 19    | 2     | 5     |
| Sous-total            | Sous-total            | Sous-total            | 82          | 17          | 20          | -                     | -                     | -                     | -          | -          | -          | -                              | 18                             | 1                              | 1                              | -        | -        | -        | -         | -         | -         | -       | -       | -       | 100   | 18    | 21    |
| Total sur la carrière | Total sur la carrière | Total sur la carrière | 425         | 159         | 79          | 34                    | 9                     | 3                     | 1          | 0          | 0          | -                              | 74                             | 14                             | 8                              | 7        | 6        | -        | 1         | 0         | -         | 68      | 10      | 13      | 610   | 198   | 103   |

### Buts en sélection
| Buts en sélection de Álvaro Recoba | Buts en sélection de Álvaro Recoba | Buts en sélection de Álvaro Recoba | Buts en sélection de Álvaro Recoba | Buts en sélection de Álvaro Recoba | Buts en sélection de Álvaro Recoba | Buts en sélection de Álvaro Recoba      |
| #                                  | Date                               | Lieu                               | Adversaire                         | Score                              | Résultats                          | Compétitions                            |
| ---------------------------------- | ---------------------------------- | ---------------------------------- | ---------------------------------- | ---------------------------------- | ---------------------------------- | --------------------------------------- |
| 1                                  | 17 juillet 1996                    | Pékin, Chine                       | Chine                              | 1-0                                | 1-1                                | Match amical                            |
| 2                                  | 25 août 1996                       | Osaka, Japon                       | Japon                              | 1-1                                | 3-5                                | Match amical                            |
| 3                                  | 25 août 1996                       | Osaka, Japon                       | Japon                              | 3-4                                | 3-5                                | Match amical                            |
| 4                                  | 15 juin 1997                       | Sucre, Bolivie                     | Venezuela                          | 1-0                                | 2-0                                | Copa América 1997                       |
| 5                                  | 10 septembre 1997                  | Lima, Pérou                        | Pérou                              | 1-2                                | 1-2                                | Éliminatoires de la Coupe du monde 1998 |
| 6                                  | 17 décembre 1997                   | Riyadh, Arabie saoudite            | Afrique du Sud                     | 2-1                                | 4-3                                | Coupe des confédérations 1997           |
| 7                                  | 4 septembre 2001                   | Lima, Pérou                        | Pérou                              | 2-0                                | 2-0                                | Éliminatoires de la Coupe du monde 2002 |
| 8                                  | 11 juin 2002                       | Suwon, Corée du Sud                | Sénégal                            | 3-3                                | 3-3                                | Coupe du monde 2002                     |
| 9                                  | 12 octobre 2005                    | Montevideo, Uruguay                | Argentine                          | 1-0                                | 1-0                                | Éliminatoires de la Coupe du monde 2006 |
| 10                                 | 2 juin 2007                        | Sydney, Australie                  | Australie                          | 2-1                                | 2-1                                | Match amical                            |

## Palmarès

### Avec l'Inter Milan
- Champion d'Italie en 2006 et 2007
- Vainqueur de la Coupe d'Italie en 2005 et 2006
- Vainqueur de la Supercoupe d'Italie en 2005 et 2006
- Vainqueur de la Coupe de l'UEFA en 1998
- Finaliste de la Coupe d'Italie en 2000

### Avec le Nacional de Montevideo
- Champion d'Uruguay en 2012 et 2015

### Personnel
- Élu footballeur uruguayen de l'année en 1996